# 市中金利
市中金利（しちゅうきんり）とは経済学用語の一つ。これは中央銀行以外の金融機関によって、金融市場で適用されている標準的な貸出金利や預金金利などのことを言う。市中銀行が貸出を行っている際に基準としている金利を意味することもある。市中金利は、金融市場においての資金需給の実勢を反映して絶えず変動する。